# Kalchás

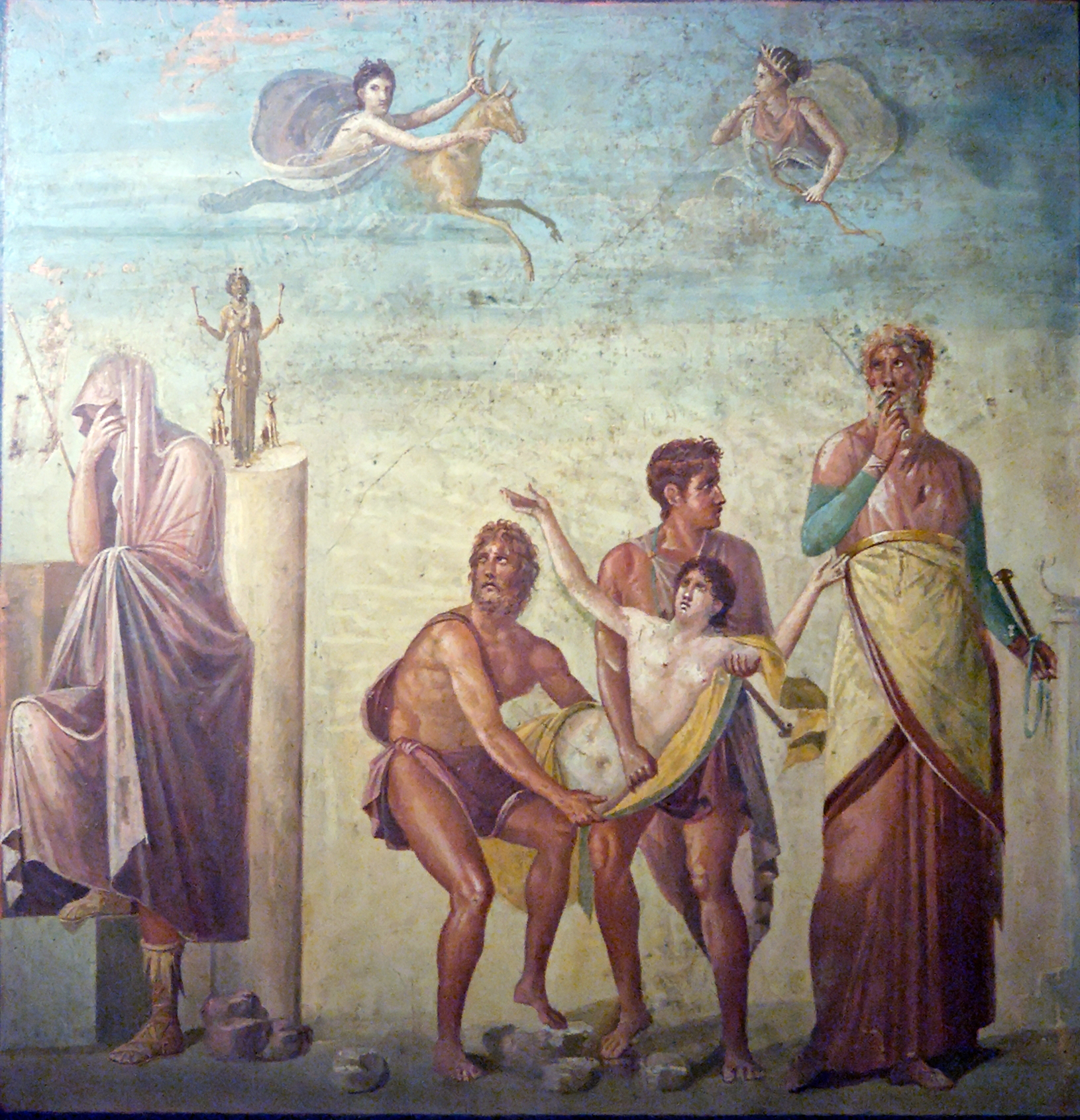
Pompejská freska Ifigenie je přiváděna k obětování, Kalchás stojí napravo

Kalchás (2. pád Kalchanta, řecky Κάλχας, latinsky Calchas) je v řecké mytologii syn Thestóra; byl věštcem v achájském vojsku před Trójou.
Věštecký dar či umění věštit bylo v antické mytologii vysoce ceněno, bylo považováno za vědu a umění prvořadé důležitosti. Věštci byli ve všeobecné vážnosti a obdivu. Také Kalchás jako armádní věštec patřil mezi nejváženější členy válečné rady. V dobách dávných mýtů bohové zasahovali do bojů, projevovali božskou vůli mnoha různými znameními, např. přírodními úkazy jako hrom nebo blesk, sesílali na smrtelníky sny, jejichž význam bylo třeba správně vysvětlit a podle toho navrhnout
řešení. To byl právě úkol věštců.
Způsob, jak se Kalchás stal věštcem řeckých vojsk, není znám. U Homéra však je o Kalchantovi uvedeno, že znal „věci minulé, přítomné i budoucí“ a dokázal vysvětlit i ty nejnepochopitelnější jevy či události. Také se říká, že dokázal vysvětlit i nejnepochopitelnější jevy a že byl dotazován zejména ve velmi vážných chvílích. Známy jsou zejména tyto věštby:
- zvěstoval vůli bohyně Artemidy, aby jí obětovali Ífigeneiu, dceru krále Agamemnóna
- před odplutím řeckého vojska do Tróje bylo obětováno bohům za zdar výpravy. Tam došlo k podivné události: zpod oltáře vylezl had, doplazil se na vrchol vysokého platanu, snědl osm ptáčat i jejich matku a potom se proměnil v kámen. Z toho Kalchás vyložil, že Řekové budou Tróju obléhat devět let a teprve v desátém roce město dobudou a z něj zbude jenom hromada kamení.
- vyložil, že příčinou moru v táboře achajských před Trójou je hněv boha Apollóna za to, že nebyla propuštěna dcera jeho kněze Chrýsa. Podle Homéra na Chrýsovo přání vrhal Apollón morové střely do tábora Řeků. Toto vysvětlení bylo příčinou hluboké roztržky mezi vrchním velitelem achajských vojsk Agamemnónem a nejstatečnějším bojovníkem Achajců Achilleem, kterou podrobně líčí Homér v Iliadě.
- předpověděl Aineovi, že je mu osudem určeno, že založí novou říši v Itálii.

Přesto vynikající věštec Kalchás jednu věštbu nepochopil správně, a to se mu stalo osudným. Tato věštba pravila, že „by se v životě neměl setkat s věštcem, který by ho překonal“. Kalchás to pochopil tak, že se s takovým věštcem za svého života nepotká. Bylo to však varování. Když se po návratu z války setkal s věštcem Argonautů Mopsem, ve věštecké soutěži mu podlehl a z této prohry se poté žalem utrápil až k smrti.
Některé prameny uvádějí, že k setkání obou věštců došlo v Malé Asii, v Kilikii. Tudy se pravděpodobně Kalchás vracel pěšky do vlasti.